# The Stories
The Stories ist eine Alternative-Rock-Band aus Schongau, die 2004 von JTA Headland, Rufus Trafalgar und Vincent Jetset gegründet wurde.
Die Band zielt darauf ab, ihre Spielart des Rock durch neue Stilmittel zu erweitern, sich selbst als Musiker zu bewähren, ihre eigenen Interessen, Erfahrungen und kulturellen Einflüsse in ihren Liedern zu kanalisieren.

## Geschichte
Band-interne Meilensteine waren der zweite Platz im Südfinale des Emergenza-Contests und eine Vielzahl von Konzerten und Radioauftritten deutschlandweit.
Nach ihrem 2008er Debüt Scapegoat Ballet wurde am 6. Mai 2011 ihr neues Werk Vainforest veröffentlicht.

## Diskografie

### EPs
- 2006: Minutes of Animation

### Alben
- 2008: Scapgoat Ballet
- 2011: Vainforest